# Etexilato de dabigatrana
Etexilato de dabigatrana é fármaco oral utilizado pela medicina na prevenção de trombose (tromboembolismo venoso) em pacientes submetidos a grandes cirurgias ortopédicas, que bloqueiam o fluxo sanguíneo de veias. O medicamento foi aprovado pela Agência Nacional de Vigilância Sanitária em 2008.
É um inibidor direto da trombina oral, onde inibe reversivelmente a trombina livre e a do coágulo.